# August Julius Streichenberg

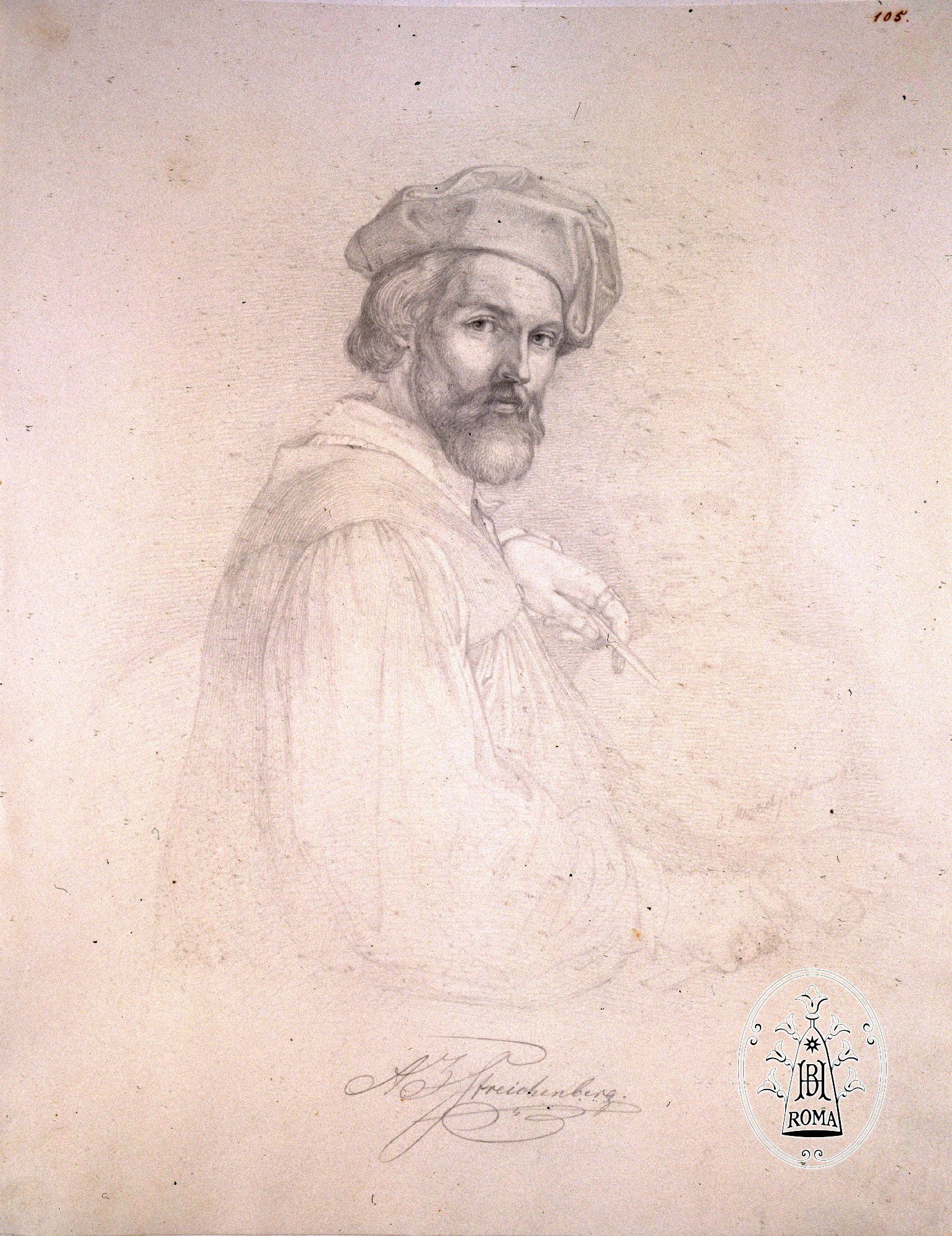
Porträt August Julius Streichenberg, gezeichnet von Carl Gottlieb Merkel (1817–1897), Rom um 1835

August Julius Streichenberg (* 5. Februar 1814 in Angermünde; † 10. Januar 1878 in Berlin) war ein deutscher Bildhauer und Hochschullehrer.

## Leben und Werk

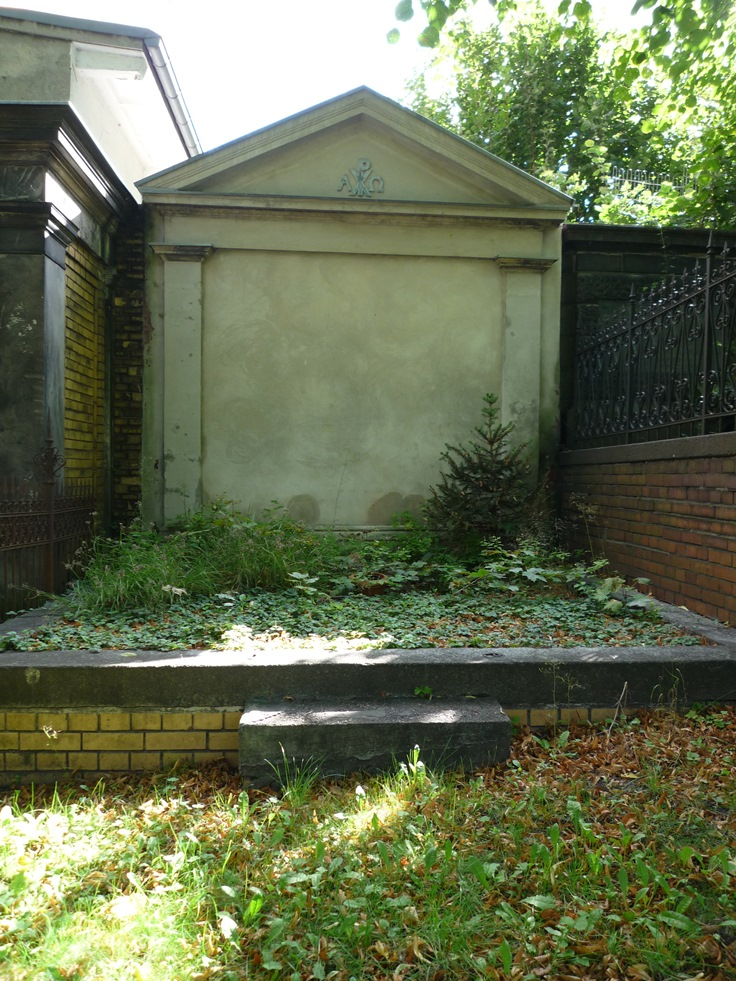
Grabstätte von August Julius Streichenberg auf dem Alten St.-Matthäus-Kirchhof in Berlin

August Julius Streichenberg war ein Sohn des Schneidermeisters Carl Streichenberg. Er lernte u. a. beim Bildhauer David D’Angers in Paris. Nach Aufenthalten in Sankt Petersburg, Rom und in Griechenland ließ er sich in Berlin nieder und wirkte als Mitarbeiter von Christian Daniel Rauch. Als Professor für Bildhauerei wirkte er dann als Lehrer an der Berliner Kunstakademie.
Sein sepulkrales Hauptwerk ist das Grabdenkmal für Ferdinand Streichenberg-Scharmer (1838–1856) auf dem Alten St.-Matthäus-Kirchhof in Berlin-Schöneberg. Dieses wertvolle Marmorgrabmal wurde von Streichenberg 1858 signiert. 1842 schuf Streichenberg das Porträt seiner Tochter Olga in Carrara (2003 im Kunsthandel in München). 1848–1849 entstand ein mit der Figur einer „Borussia“ geschmücktes Kriegerdenkmal auf dem Hagelberg bei Belzig in Erinnerung an die Schlacht vom 27. August 1813 im Auftrag eines Veteranenvereins und des preußischen Königs. Für dieses Werk erhielt Streichenberg von König Friedrich Wilhelm IV. im Juli 1850 die Große goldene Medaille für Kunst. Das plastische Hauptwerk dürfte die Gruppe „Hagar und Ismael“ gewesen sein, die sich spätestens seit 1860 als Ankauf König Friedrich Wilhelms IV. im Garten von Schloss Lindstedt bei Potsdam-Sanssouci befand.
August Julius Streichenberg wurde am 14. Januar 1878 auf dem Alten St.-Matthäus-Kirchhof in Schöneberg bei Berlin beigesetzt, Abt. H-OE-014/015 (heute ohne Namensnennung wegen restaurierter Rückwand). Einer seiner Schüler war Ernst Gottfried Vivié.

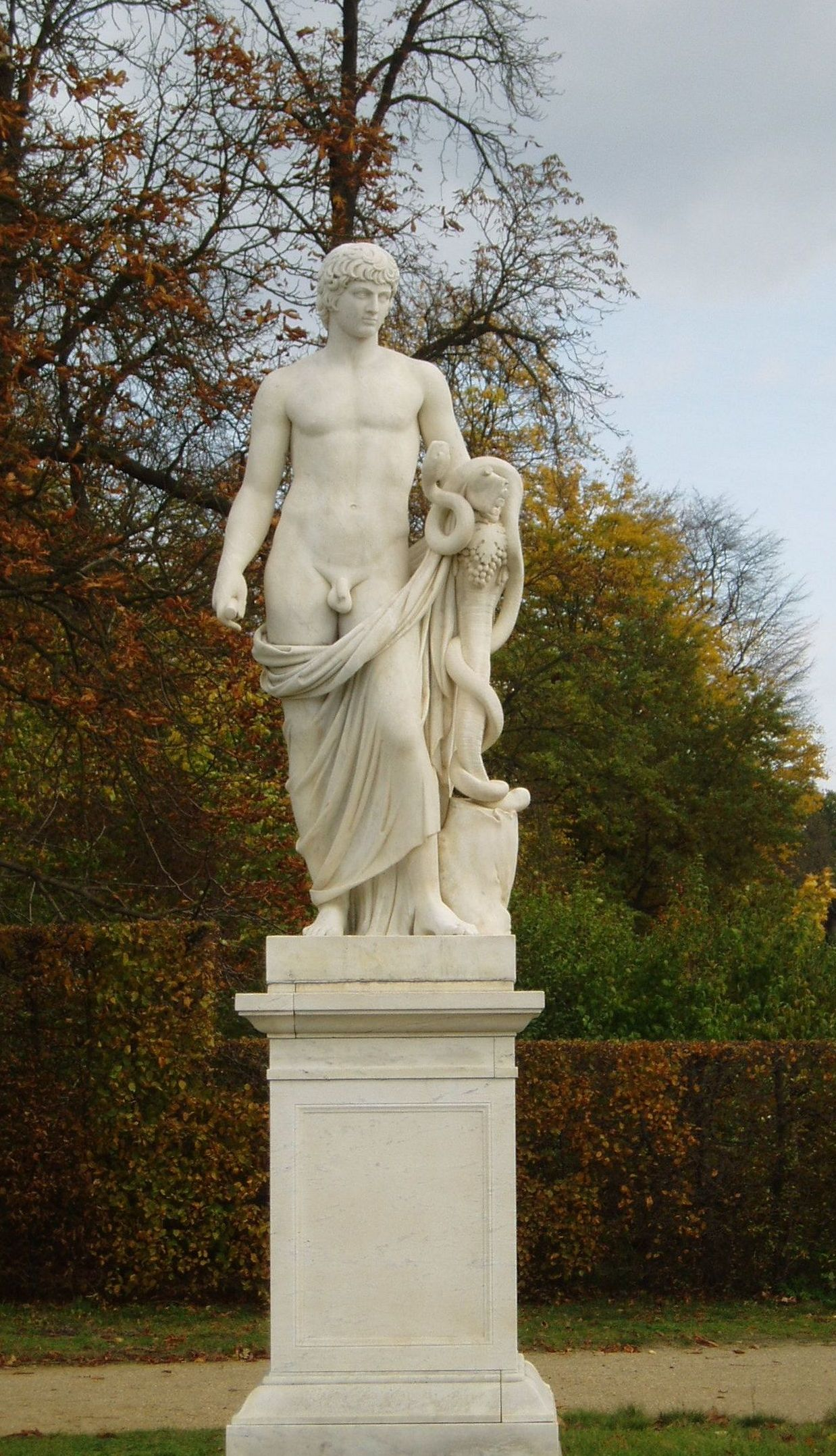
Antinoos mit Schlange (1852), Figur im Halbrondell am Neuen Palais in Potsdam
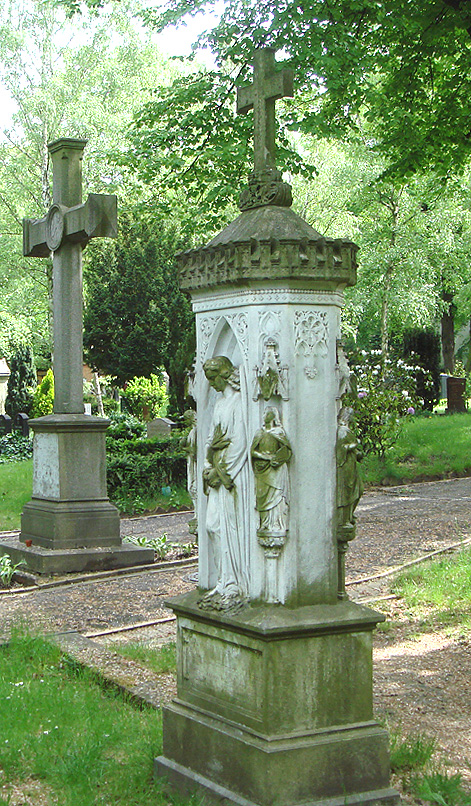
Grabmal Ferdinand Streichenberg-Scharmer